# (7940) Erichmeyer
(7940) Erichmeyer est un astéroïde de la ceinture principale.

## Description
(7940) Erichmeyer est un astéroïde de la ceinture principale. Il fut découvert le 13 mars 1991 à Harvard par l'observatoire Oak Ridge. Il présente une orbite caractérisée par un demi-grand axe de 2,64 UA, une excentricité de 0,09 et une inclinaison de 3,7° par rapport à l'écliptique.
Il est nommé d'après l'astronome Erich Meyer.

## Compléments